# Maruša Ferk
Maruša Ferk (Blejska Dobrava, Eslovenia, 2 de mayo de 1988) es una esquiadora que tiene 1 podio en la Copa del Mundo de Esquí Alpino.

## Resultados

### Juegos Olímpicos de Invierno
- 2010 en Vancouver, Canadá
  - Combinada: 15.ª
  - Descenso: 20.ª
  - Eslalon: 23.ª
- 2014 en Sochi, Rusia
  - Combinada: 10.ª
  - Super Gigante: 16.ª
  - Descenso: 18.ª
  - Eslalon: 19.ª

### Campeonatos Mundiales
- 2007 en Åre, Suecia
  - Eslalon Gigante: 26.ª
  - Eslalon: 26.ª
- 2009 en Val d'Isère, Francia
  - Combinada: 10.ª
  - Eslalon: 17.ª
  - Descenso: 22.ª
  - Eslalon Gigante: 27.ª
- 2011 en Garmisch-Partenkirchen, Alemania
  - Combinada: 9.ª
  - Descenso: 12.ª
  - Eslalon Gigante: 26.ª
  - Super Gigante: 27.ª
- 2017 en St. Moritz, Suiza
  - Combinada: 8.ª
  - Descenso: 23.ª
  - Super Gigante: 30.ª

### Copa del Mundo

#### Clasificación general Copa del Mundo
- 2006-2007: 111.ª
- 2007-2008: 94.ª
- 2008-2009: 51.ª
- 2009-2010: 44.ª
- 2010-2011: 58.ª
- 2011-2012: 45.ª
- 2012-2013: 114.ª
- 2013-2014: 59.ª
- 2014-2015: 121.ª
- 2015-2016: 60.ª

#### Clasificación por disciplinas (Top-10)
- 2011-2012:
  - Combinada: 6.ª
- 2016-2017:
  - Combinada: 10.ª